# کمرکلی زیبا
کمرکلی زیبا (نام علمی: Sitta formosa) یک گونه پرنده از تیرهٔ کمرکلیان (Sittidae) است که در مجموع به نام کمرکلی شناخته می‌شود. این یک کمرکلی بزرگ با اندازه ۱۶٫۵ سانتیمتر (۶٫۵ اینچ) است از نظر طول، که از نظر جنسی دوریختی نیست. رنگ‌بندی و نشانه‌های آن چشمگیر است، قسمت‌های روتنه سیاه و لاجوردی، رگه‌هایی با رنگ‌های سفید و آبی کم‌رنگ روی سر و با همان رنگ‌ها روی پرهای بال خط‌کشی شده است. زیرتنه نارنجی و ابرو و گلو اخرایی است. نوار ابرویی نامنظم و تیره چشم آن را برجسته می‌کند. بوم‌شناسی S. formosa به‌طور کامل توصیف نشده است، اما شناخته شده است که از حشرات کوچک و لاروهای موجود در تنه و شاخه‌های درختان پوشیده از گیاهان هوازی در محدوده آن تغذیه می‌کند. زادآوری از آوریل تا مه انجام می‌شود. لانه در سوراخ بلوط، خرزه هندی یا درخت بزرگ دیگری قرار می‌گیرد. لانه از مواد گیاهی و خز ساخته شده است که پرنده به‌طور معمول در آن چهار تا شش تخم می‌گذارد.

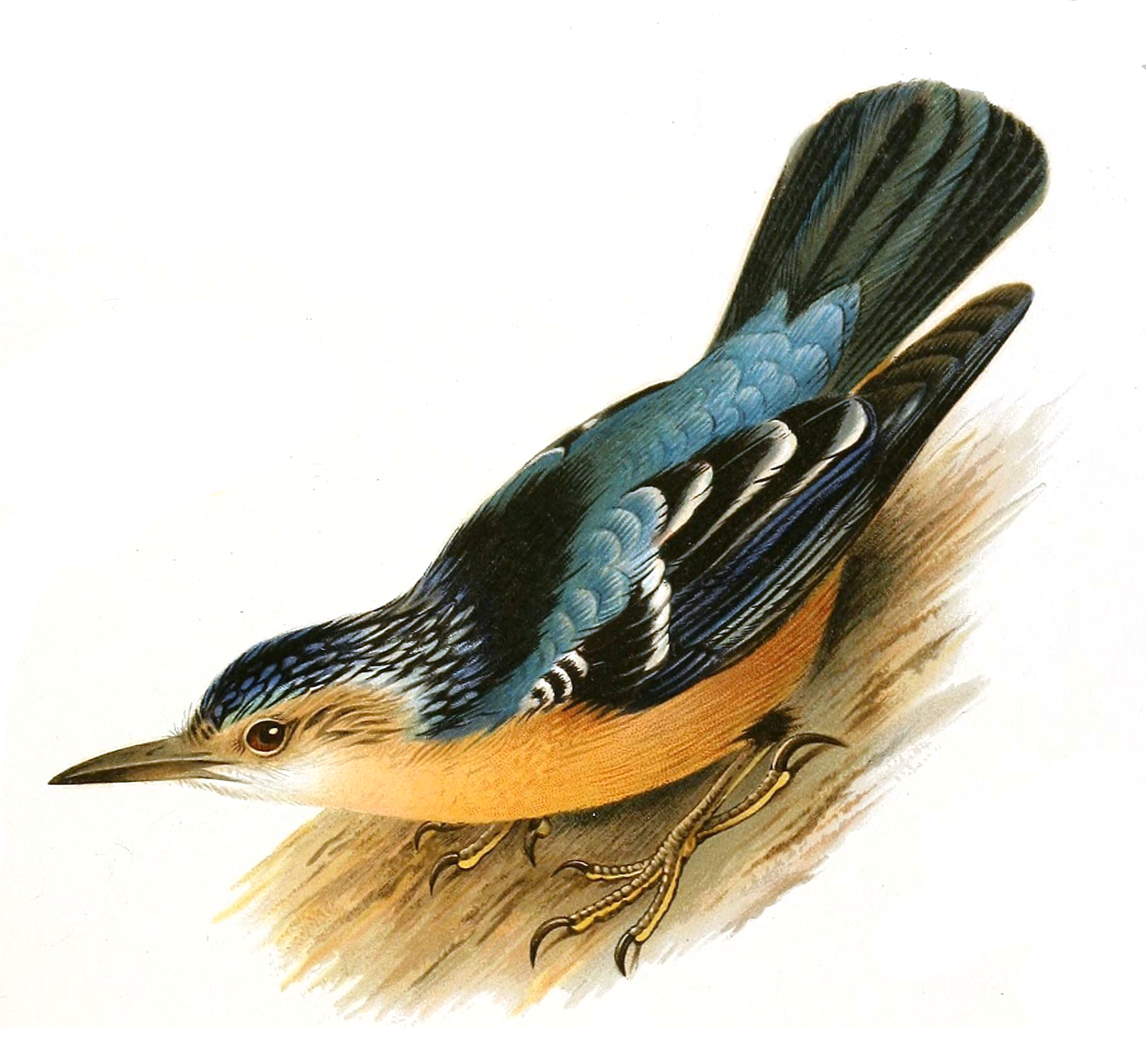
نگاره‌ای که ویژگی‌های ریخت‌شناسی اصلی را نشان می‌دهد

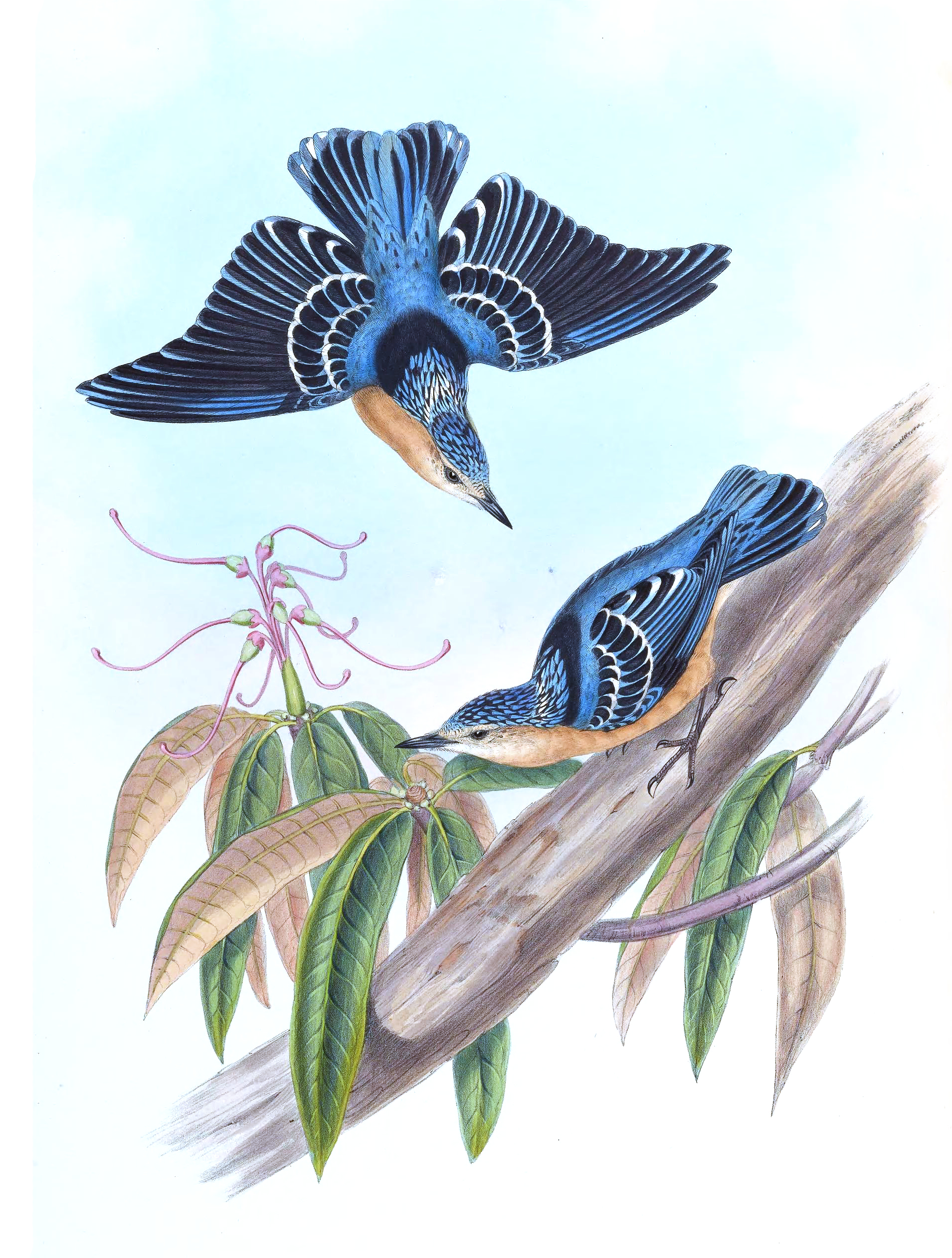
نگاره کمرکلی زیبا توسط جان گولد و اچ سی ریشتر